# Villavaara
Villavaara är en kulle i Finland.   Den ligger i den ekonomiska regionen Norra Lappland och landskapet Lappland, i den norra delen av landet, 1 100 km norr om huvudstaden Helsingfors. Toppen på Villavaara är 344 meter över havet, eller 95 meter över den omgivande terrängen. Bredden vid basen är 3,0 km.
Terrängen runt Villavaara är huvudsakligen lite kuperad.  Trakten runt Villavaara är nära nog obefolkad, med mindre än två invånare per kvadratkilometer. Det finns inga samhällen i närheten. Omgivningarna runt Villavaara är i huvudsak ett öppet busklandskap.